# Muhammad Ubajd
Muhammad Ubajd (arab. محمد عبيد, ur. 11 kwietnia 1911)  – egipski lekkoatleta, sprinter. Uczestnik Igrzysk Olimpijskich 1936.
Podczas Igrzysk Olimpijskich w Berlinie w 1936 roku brał udział w biegu na 400 metrów. W swoim biegu eliminacyjnym zajął 4. miejsce i odpadł z dalszej rywalizacji.